# Jan Vogt
Jan Vogt (ur. 21 września 1912 w Rokitnie, zm. 25 września 1993) – polski działacz spółdzielczy, poseł na Sejm PRL II kadencji.

## Życiorys
Uzyskał wykształcenie wyższe niepełne na Akademii Handlu Zagranicznego we Lwowie, z zawodu był handlowcem. W trakcie II wojny światowej służył w Armii Krajowej w stopniu kaprala podchorążego, posługiwał się pseudonimem KER. Po wojnie pracował na stanowisku prezesa Powiatowego Związku Gminnych Spółdzielni „Samopomoc Chłopska” w Namysłowie. Należał do Polskiej Zjednoczonej Partii Robotniczej. W 1957 uzyskał w okręgu Brzeg mandat posła na Sejm PRL II kadencji, w którym został członkiem Komisji Handlu Zagranicznego. Pełnił też funkcje przewodniczącego klubu radnych PZPR rady narodowej i członka Komitetu Powiatowego PZPR.
Odznaczony Srebrnym Krzyżem Zasługi, Medalem 10-lecia Polski Ludowej (1955) oraz odznaką „Zasłużony Działacz Ruchu Spółdzielczego”.
Pochowany na Cmentarzu Świętej Rodziny we Wrocławiu.